# Habitat floristique du Mont-Logan
L'habitat floristique du Mont-Logan est une aire protégée du Québec (Canada) située à Rivière-Bonjour, dans le parc national de la Gaspésie. Cette aire protégée de 163,8 ha protège l'habitat de trois espèces végétales, soit l'arnica de Griscom, le séneçon fausse-cymbalaire et l'athyrie alpestre, trois espèces menacées au Québec.

## Géographie
L'habitat floristique du Mont-Logan est située sur les pentes nord-est du mont Logan et les pentes nord-ouest du mont Griscom, dans le parc national de la Gaspésie. Il a une superficie de 163,8 ha et il est situé dans le territoire non organisé de Rivière-Bonjour au Québec (Canada),. Il comprend une grande arête du mont Logan, des prairies, des combes à neige et les bords de ruisseaux des étages subalpin et alpin du bassin de Pease. Pour les versants abrupts du mont Griscom, on retrouve des corniches, les parois et les colluvions.

## Flore
L'habitat floristique du Mont-Logan a pour mission de protéger l'arnica de Griscom (Arnica griscomii subsp. griscomii) une plante endémique du golfe du Saint-Laurent, le sénéçon fausse-cymbalaire (Packera heterophylla) et l'athyrie alpestre (Athyrium distentifolium var. americanum), toutes trois des espèces rares dans l'est de l'Amérique du Nord. L'habitat est difficile d'accès, ce qui en facilite la conservation.

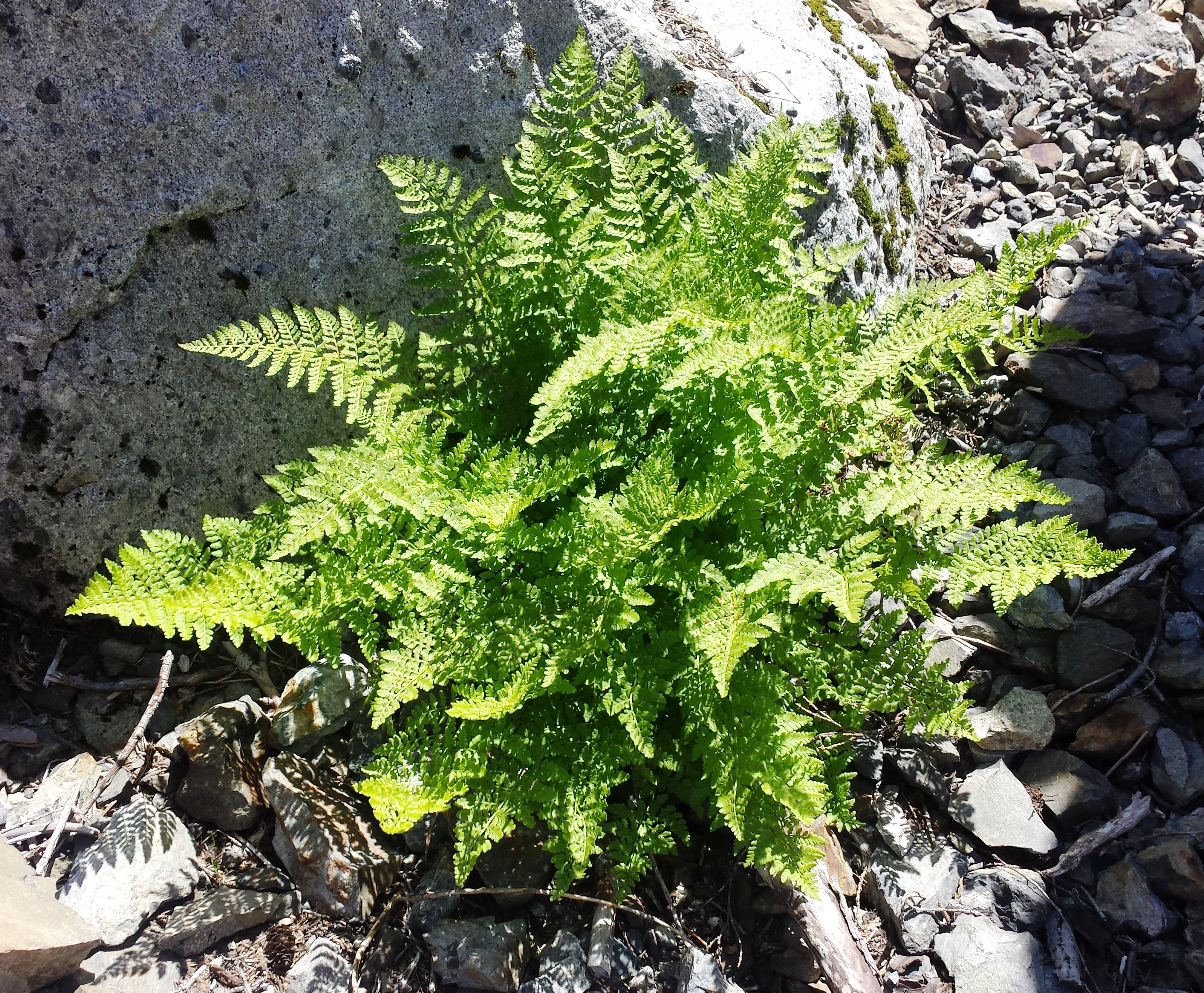
Athyrium distentifolium var. americanum
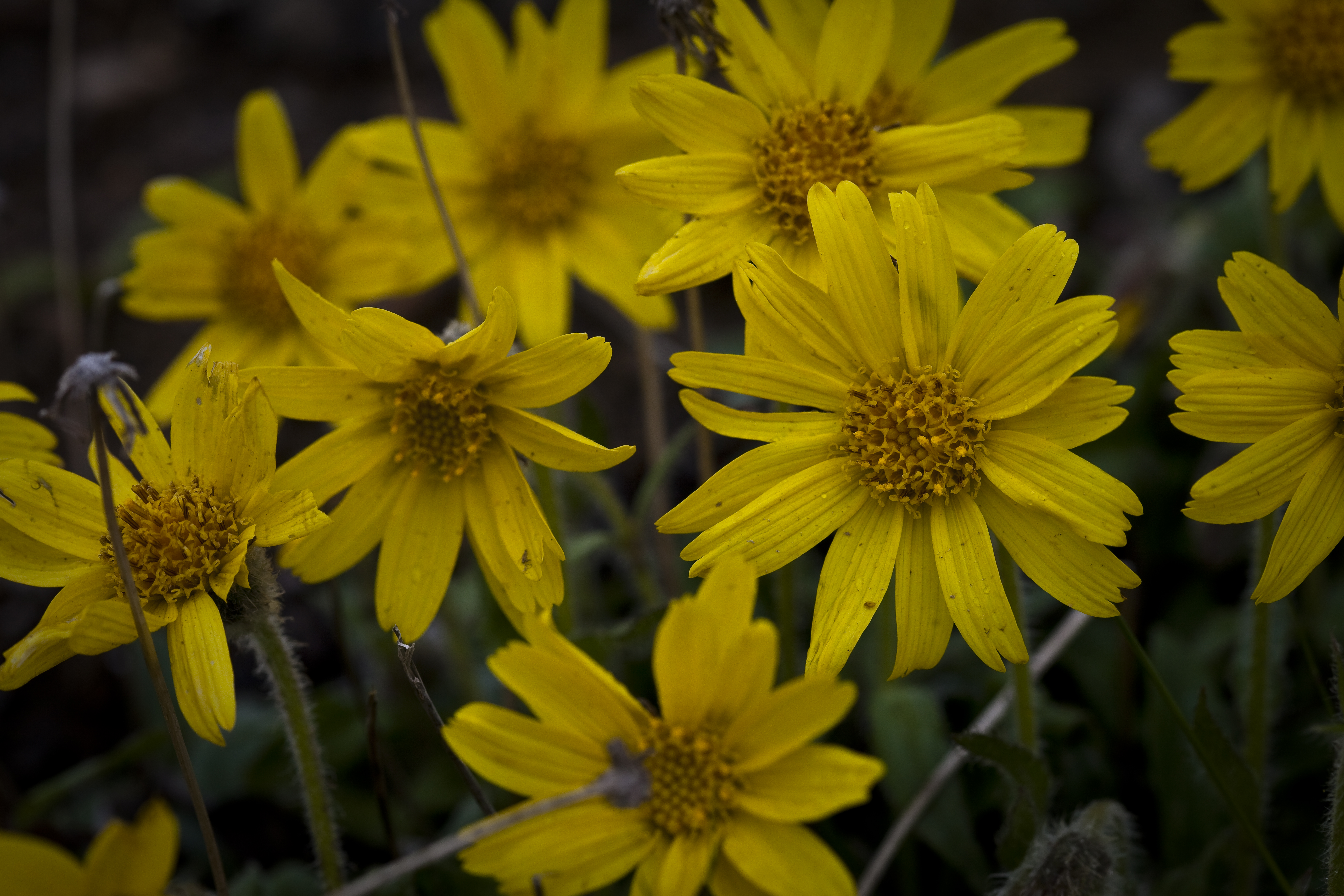
Arnica griscomii subsp. frigida
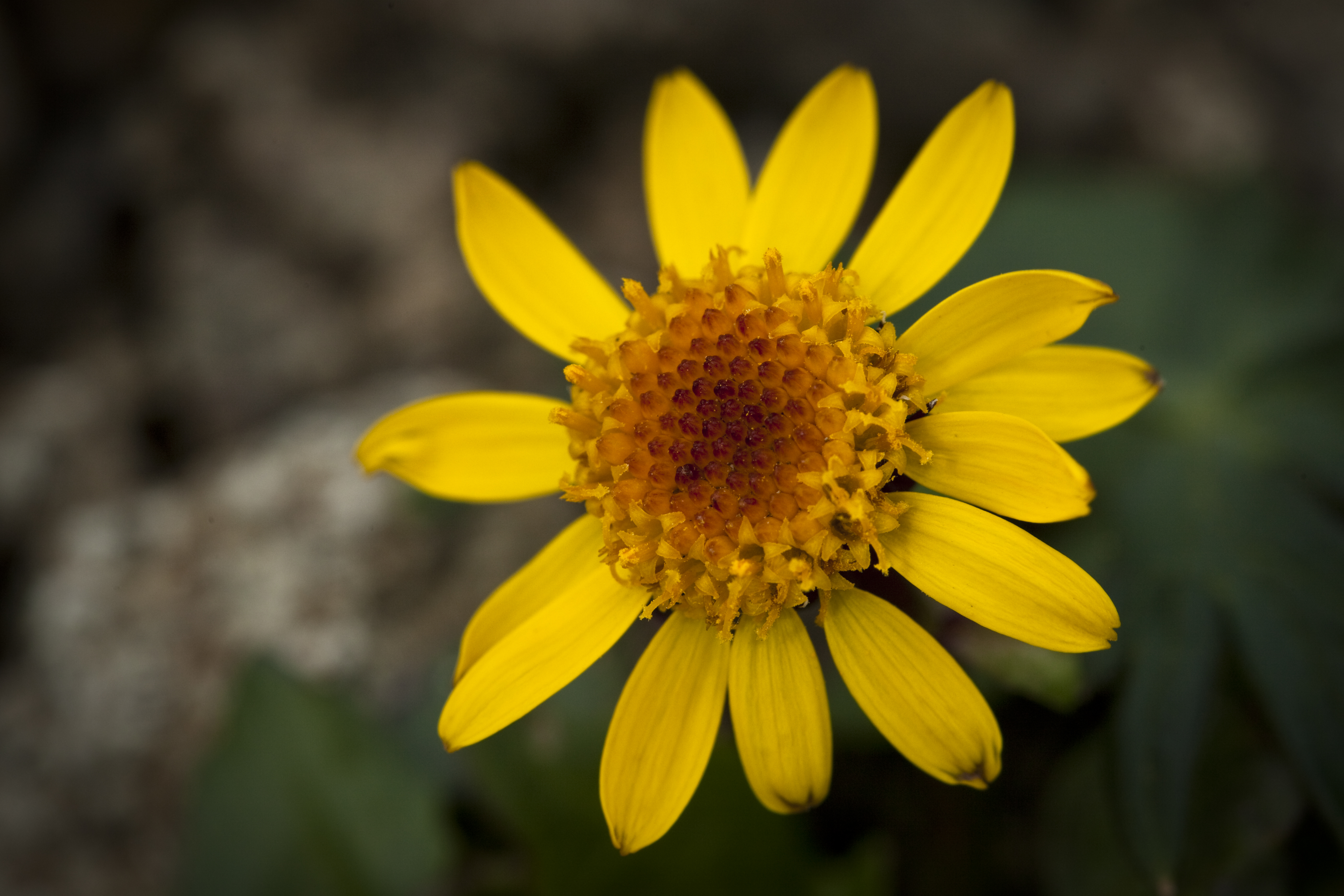
Packera heterophylla